# USELESS
『USELESS』（ユースレス）は、日本のバンドXIIXの2枚目のオリジナル・アルバム。2021年2月24日に発売された。発売元はTOY'S FACTORY。

## 背景
・前作完成時点で「次はもっとポップでキャッチーなアルバムを作りたい」と思い、「聴き手にとっての音楽ってなんだろう？」ということを考えて制作された。
・2019年10月から制作が始まり、およそ1カ月に1曲のペースで作ったものを作った順番に並べることで、1年を記録するようなアルバムになっている。

## 収録曲
作詞 : 斎藤宏介、作曲 : 斎藤宏介 / 須藤優、編曲 : 須藤優
1. Halloween Knight
・2020年の10月20日にMVが先行公開された[2] 。
・前作収録曲の「Stay Mellow」をブラッシュアップした曲をイメージして作り始めた[1]。
2. No More
・須藤が「音楽をあまり知らない人でも気持ちが明るくなって、通勤、通学の時間が楽しくなるような曲」を思い描いてトラックを作った[1]  。
・斎藤はタイアップに向けて曲を作ることが「聴き手にとっての音楽」の一環になると思い、須藤のトラックを受けて、ある番組に向けて、勝手にタイアップするつもりでメロディと歌詞を作った[1]。
3. フラッシュバック
・YouTube企画『in the Rough』で作った「talk to me」と対になるようなイメージで、リズムの“ため”の面白さを意識して作った。
・歌詞はコロナ禍に感じた身動きの取れなさが反映されている[1]。
4. ブルー
・須藤は、花が咲いて散るまでを早回しで映した映像をYouTubeで観て「こういうイメージの曲を作りたいな」と思い、温度感の低いトラックを作った[1]  。
・斎藤は、「無機質なんだけど、温かい曲」を作れたらいいなと思い、“1人と花”の世界を描いた[1]。
5. Vivid Noise
・「誰かとコラボしてみたいね」というのを入口に制作された曲であり[1]、実際に翌年の「XIIX LIVE TOUR『SANITY』」ではSKY-HIとのコラボでこの楽曲が披露された[3]。
6. ZZZZZ
・眠りをテーマにしたメロウに揺れる楽曲でありながら、最後に爆音のギターが炸裂するアウトロとなっている。
・須藤曰く「心地よく眠りについたと思ったら、とんでもない夢が襲ってきた」というイメージ[1]  。
・アウトロは須藤の「とりあえずギターを重ねて、壁にして」というオーダーを受け、斎藤は高校生が弾くようなシンプルなパワーコードで10回くらいまったく同じフレーズを重ねて録音した[1]。
7. おもちゃの街
・2020年12月21日のライブ『CURIOSITY』で初披露された楽曲で、同日、全編アニメーションのMVが公開された[4][5]  。
・須藤が2020年4月の緊急事態宣言の時に感じたことが反映されており「この曲を聴いて、少しでも気持ちが軽くなってくれたらな」と思ってトラックを作った[1]  。
・斎藤は須藤のトラックを聴いた瞬間、曲が求めるメロディが聴こえてきて、導かれるがままにメロディを完成させた[6]  。
・MVに出てくる女の子は「好奇心」、おじいさんは「時間」を擬人化したもので、人間が成長するにつれて好奇心が薄まって時間に追われていく様子がMVの裏テーマとなっている[1][6]。
8. ユースレス・シンフォニー
・2020年12月21日のライブ『CURIOSITY』で初披露された楽曲で、『CURIOSITY』のライブ中やリハーサル中の様子がMVとなっている[4][7] 。
・トラックから「青春」を感じた斎藤が今の自分の年齢から青春を表現してみようと思い制作した[1]  。
・若さを費やして積み上げてきたものを“不要不急”と言われた時期だったことを受け、「世の中からいらないと言われてるけど、自分にとってかけがえのないものだよ」って、いつかライブで歌いたいと思い制作した[1]。
9. ホロウ
10. Regulus
11. like the rain
・須藤が「自分の中の『これはロックじゃない』という限界ギリギリを突きたい」、「J-POPのど真ん中で勝負したい」、「宏介に“ド”バラードを歌ってほしい」という気持ちで作った[1]。
12. Endless Summer
・アルバムの終わりを意識して「こってりした曲が続いたから、お口直しのデザートみたいな曲」として作られた[1]。

## 参加ミュージシャン
XIIX
Vocal + Guitar : 斎藤宏介
Bass + All Other Instruments : 須藤優
Produced by XIIX
Additional Musicians
Drums : bobo [M01], 柏倉隆史 [M03, 11], 堀正輝 [M05, 09], 河村吉宏 [M07 (+Bucket Drum), 08 (+Tamb)], 鈴木浩之 [M10]
Humanbeatbox : RyoTracks [M01]
Piano : 須藤優 [M04,12], 山本健太 [M07 (+ Organ, Toy Piano)], ちゃんMARI [M11]
Chorus : 河村吉宏 [M08], 山本健太 [M08]
Strings : 門脇大輔ストリングス [M11]
　Violin : 門脇大輔, 大鳩世菜, 藤田弥生, 山本大将
　Viola : 三木章子, 高橋和葉
　Cello : 関口将史, 古川淑恵

## 映像収録内容

### 「XIIX "White White" ミニLIVE」+3 Tracks
1. Stay Mellow
2. E△7
3. Fantome
4. Saturdays
5. 曙空をみつけて
6. ilaksa
7. Light & Shadow
8. LIFE IS MUSIC!!!!!

### 「XIIX Streaming LIVE 2021 "4th FLOOR"」+2 Tracks
1. talk to me
2. LIFE IS MUSIC!!!!!
3. Light & Shadow
4. Answer5
5. おもちゃの街
6. Fantome
7. 曙空をみつけて
8. 夕映えに紛れて
9. E△7
10. Halloween Knight
11. ilaksa
12. XXXXX
13. Stay Mellow
14. Regulus
15. ユースレス・シンフォニー

　Band Members
　　Drums : 河村吉宏
　　Keyboards : 山本健太
　　Manipulator + DJ : HIRORON